# Synoniem (dierkunde)
In zoölogische nomenclatuur is een synoniem een naam die hetzelfde taxon aanduidt als een andere naam in dezelfde rang. Of anders gezegd: alle namen in een bepaalde rang die betrekking hebben op een en hetzelfde taxon, zijn onderling synoniemen. Van die namen is er binnen een bepaalde opvatting (indeling in een geslacht) hooguit één de geldige naam.

## Junior en senior
Er is veelal een onderscheid te maken tussen een junior synoniem en een senior synoniem: het senior synoniem is dan de oudste naam van de twee. Omdat in de nomenclatuur de oudste naam in principe geldig is, is het senior synoniem meestal de geldige naam. Daar bestaan echter enkele uitzonderingen op.

## Objectief en subjectief
Een ander onderscheid is dat tussen objectieve en subjectieve synoniemen. Bij objectieve synoniemen is het type-exemplaar hetzelfde. Dat is bijvoorbeeld zo bij Mus megacephalus Fischer, 1814, Mus capito Olfers, 1818 en Mus cephalotes Desmarest, 1819. Die waren alle drie gebaseerd op Félix de Azara's beschrijving uit 1801 van een rat uit Paraguay, zodat ze hetzelfde type-exemplaar hebben. Samen met Hylaeamys megacephalus, de huidige naam, zijn deze drie namen objectieve synoniemen.
Bij subjectieve synoniemen is de synonymie gebaseerd op een taxonomische opvatting. Zo worden Oryzomys goeldi Thomas, 1897 uit Brazilië, Oryzomys modestus J.A. Allen, 1899 uit Venezuela en Oryzomys velutinus J.A. Allen & Chapman, 1899 uit Trinidad als synoniemen van Hylaeamys megacephalus gezien, omdat ze tegenwoordig geacht worden tot deze zelfde soort te horen. Er is lang niet altijd overeenstemming over taxonomische opvattingen, vandaar ook de aanduiding "subjectief". Dit is in het bijzonder het geval bij soorten met een groot verspreidingsgebied en bij ondersoorten. Zo is het goed mogelijk dat op termijn vele van de bijna 200 ondersoorten van de valleigoffer niet langer erkend zullen worden als aparte ondersoorten: de betreffende namen worden dan synoniemen.
Ook als een soort van het ene geslacht naar het andere wordt verplaatst, ontstaat een nieuw synoniem: toen de chimpansee (Pan troglodytes) van het geslacht Homo naar Pan werd verplaatst, werd de eerdere naam (Homo troglodytes) een nieuw synoniem. Dergelijke synoniemen worden in lijsten echter vaak niet opgenomen, omdat ze zoölogisch niet veel betekenis hebben. Dat een dergelijk synoniem bestaat is vaak af te lezen aan de auteursaanduiding, omdat auteur en jaartal tussen haakjes staan. Taxonomisch zijn zulke namen wél interessant omdat ze iets zeggen over de gedachte verwantschap met andere soorten en in het algemeen over de positie van het organisme in de stamboom van het leven, en de opvattingen die wetenschappers daarover hebben.